# Paranoid (serie de televisión)
Paranoid, es una miniserie británica estrenada el 22 de septiembre del 2016 por medio de la cadena de televisión ITV. La miniserie fue creada por Bill Gallagher.

## Historia
Un grupo de detectives de Woodmere en el Reino Unido conformado por Nina Suresh, Bobby Day, Alec Wayfield y su supervisor Michael Niles, se unen a una investigación del asesinato de Angela Benton, una popular médico que es apuñalada en un parque infantil, sin embargo a medida que transcurren las investigaciones, los detectives descubren que el asesinato está vinculado a "Rustin Wade", una compañía farmacéutica con sede en Alemania.
Al inicio sospechan de Jacob Appley, un paciente mental del psiquiatra Chris Crowley, sin embargo cuando Appley aparece muerto, su hermano Henry se da cuenta de que Jacob había sido incriminado del asesinato de Angela por una o varias partes desconocidas, por lo que los policías deben de encontrar a los responsables. Mientras tanto, un hombre sólo conocido como "Ghost Detective" (quien en realidad es Stefan Fairweather, un hombre que culpa a la compañía farmacéutica del deterioro de salud de su esposa), envía información y pistas al equipo que pueden ayudarlos a identificar al asesino de Angela. 
Mientras la investigación continúa, el equipo descubre que el asesinato de Angela podría estar vinculado a su exnovio, Ruben Lukana. Por lo que piden el apoyo de la detective alemana Linda Felber quien comienza sus investigaciones sobre Lukana, pero cuando este aparece muerto en una piscina, junto a su compañero Walti Merian comienzan una investigación del asesinato. 
Cuando el equipo logra identificar a un sospechoso de los asesinatos, este logra evadir la captura y huye de regreso a Alemania, por lo que Niles hace arreglos para que Bobby viaje a Düsseldorf para que se una a los detectives alemanes en la investigación.

## Personajes

### Personajes principales[3]
| Actor                | Personaje         | Ocupación                                 | Episodios | Duración        |
| -------------------- | ----------------- | ----------------------------------------- | --------- | --------------- |
| Indira Varma         | DS. Nina Suresh   | Detective Sargento de Woodmere            | 8         | 2016 - presente |
| Robert Glenister     | DC. Bobby Day     | Detective de Woodmere                     | 8         | 2016 - presente |
| Dino Fetscher        | DC. Alec Wayfield | Detective de Woodmere                     | 8         | 2016 - presente |
| Neil Stuke           | DI. Michael Niles | Detective Inspector de Woodmere           | 8         | 2016 - presente |
| Christiane Paul      | Det. Linda Felber | Detective de la Policía de Düsseldorf     | 8         | 2016 - presente |
| Dominik Tiefenthaler | Det. Walti Merian | Detective de la Policía de Düsseldorf     | 8         | 2016 - presente |
| Lesley Sharp         | Lucy Cannonbury   | Dueña de la Cafetería / Testigo Principal | 8         | 2016 - presente |

### Personajes recurrentes
| Actor            | Personaje          | Ocupación                                     | Episodios | Duración        |
| ---------------- | ------------------ | --------------------------------------------- | --------- | --------------- |
| Kevin Doyle      | Stefan Fairweather | Conocido como "The Ghost Detective"           | 7         | 2016 - presente |
| Michael Maloney  | Dr. Chris Crowley  | Psiquiatra                                    | 7         | 2016 - presente |
| Anjli Mohindra   | PC Megan Waters    | Oficial de la Policía de Woodmere             | 7         | 2016 - presente |
| William Ash      | Henry Appley       | Hermano de Jacob                              | 5         | 2016 - presente |
| Polly Walker     | Monica Wayfield    | Madre de Alec                                 | 5         | 2016 - presente |
| John Duttine     | Eric Benton        | Padre de Angela                               | 5         | 2016 - presente |
| William Flanagan | Luke Benton        | Hijo de Angela                                | 5         | 2016 - presente |
| Daniel Drewes    | Cedric Felber      | Esposo de Linda                               | 5         | 2016 - presente |
| Danny Huston     | Nick Waingrow      | Director de Asuntos Exteriores de Rustin Wade | 4         | 2016 - presente |
| Jason Done       | Dennis             | Novio de Nina                                 | 4         | 2016 - presente |
| Nikol Kollars    | Marquito Olivo     | Madre del Hijo de Ruben                       | 4         | 2016 - presente |
| Ayda Field       | Sheri              | Novia de Ruben                                | 3         | 2016 - presente |
| Natalie Amber    | Hester Fairweather | -                                             | 3         | 2016 - presente |
| Shobna Gulati    | Dr. Parcival       | Doctora de Bobby                              | 3         | 2016 - presente |
| Isabella Pappas  | Sadie Waingrow     | Hija de Nick                                  | 2         | 2016 - presente |

### Antiguos personajes recurrentes
| Actor            | Personaje     | Ocupación         | Episodios | Duración | Estado | Causa                 |
| ---------------- | ------------- | ----------------- | --------- | -------- | ------ | --------------------- |
| Richard Kelleher | Jacob Appley  | Paciente          | 2         | 2016     | Muerto | asesinado             |
| Emma Bispham     | Angela Benton | Doctora / Víctima | 2         | 2016     | Muerta | asesinada a puñaladas |

## Episodios
La primera temporada está conformada por 8 episodios.

## Producción
La miniserie fue creada y escrita por Bill Gallagher.
Cuenta con los directores Mark Tonderai, John Duthie y Kenneth Glenaan; la producción está a cargo de Tom Sherry, mientras que la producción ejecutiva está es realizada por Bill Gallagher y Nicola Shindler, con el apoyo de la productora de línea Angela Taylor y por el ejecutivo del guion Richard Fee.
La música es realizada por Ben Onono, mientras que la cinematografía es realizada por Dirk Nel y Sean Van Hales.
La serie fue filmada en Nantwich, Northwich, Knutsford, Helsby Hill y Tarporley en Cheshire, Inglaterra, Reino Unido. Así como en Düsseldorf, Cologne y Feierabendhaus en Hürth, North Rhine-Westphalia, Alemania.
En agosto del 2016 se anunció que Netflix había adquirido los derechos para presentar la serie en su portal.

### Emisión en otros países
| País  | Título   | Cadenas/Línea | Fecha de Inicio | Fecha de Finalización |
| ----- | -------- | ------------- | --------------- | --------------------- |
| Rusia | Параноик | -             | -               | -                     |